# Claude Laurent

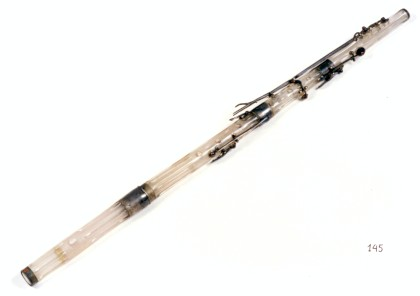
Flauta de vidre, MDMB 145, Claude Laurent, Museu de la Música de Barcelona

Claude Laurent (4 de desembre de 1774 - fl 1806-57) fou un rellotger i constructor de flautes francès. Va ser molt actiu durant la primera meitat del segle xix. Al llarg de la seva vida professional va construir flautes de vidre, concepte que va patentar el 1806.
De vegades (i erròniament) es va declarar que Laurent va inventar el muntatge de plaques per a les claus al mateix temps que les flautes, però ho va incorporar en la mesura que es va veure obligat a utilitzar aquest mètode en les seves flautes de vidre, així que va acabar convertint-se en la tècnica més coneguda. El 1834 va fer una flauta que arribava fins a un sol, i deia Pierre (1893) que es varen fer flautes el 1835 amb dotze tecles. Segons Pierre, Laurent va cessar la producció després de 1848, però Pontécoulant (1861) es va referir a una nova patent de 1857.
Han sobreviscut moltes flautes de Laurent, Miler (1925) en llistà 25 i Langwill (1960) més de 40 exemplars. Es tracta clarament d'instruments de luxe, amb muntures de plata i de vegades amb peces d'or. Laurent també va fer ús primerenc de molles d'acer forjat. El to d'aquests instruments, de vegades es diu que és estàtic, però malgrat tenir limitacions en els sons més aguts, la flauta de vidre té un caràcter terrenal i eteri molt diferent al so vibrant dels models de fusta.